# خورشیدگرفتگی ۱۲ اکتبر ۱۹۷۷
خورشیدگرفتگی ۱۲ اکتبر ۱۹۷۷ (به انگلیسی: Solar eclipse of October 12, 1977) یک خورشیدگرفتگی از نوع خورشیدگرفتگی کامل است. این خورشیدگرفتگی در تاریخ ۱۲ اکتبر ۱۹۷۷ میلادی (‎۲۰ مهر ۱۳۵۶ خورشیدی) روی داد که زمان اوج آن، ساعت ۲۰:۲۷:۲۷ به‌وقت ساعت هماهنگ جهانی بوده‌است. مدت زمان و طول این خورشیدگرفتگی ۲ دقیقه و ۳۷ ثانیه بود.